# Шахунья (городской округ)
Город Шаху́нья или муниципальный о́круг город Шаху́нья — административно-территориальное образование (город областного значения) и муниципальное образование со статусом городского округа в Нижегородской области России. До 2011 года составлял Шахунский район, до 2025 года составлял городской округ город Шахунья.
Административный центр — город Шахунья.
Численность населения 29 529 (2021).

## География
Округ граничит с Ветлужским районом, Тоншаевским Тонкинским районами и Уренским муниципальным округом Нижегородской области, а также с Кировской и Костромской областями.
Развитию округа благоприятствует географическое положение округа, проходящая через город автомобильная трасса Нижний Новгород — Киров и проходящая через город железная дорога Нижний Новгород — Киров. Обилие лесов на территории округа дают возможность развитию лесного и лесохимического комплекса.
Площадь территории округа 2594 км². Около 65 % (1686 км²) территории занято лесами, свободных земель 908 км². Общая площадь сельхозугодий на 18.03.97 год — 72569 га, где пашни — 60191 га, сенокосы и пастбища — 12378 га.

### Геология
Территория Нижегородской области занимает часть Восточноевропейской равнины. Область расположена на фундаменте Русской платформы, с основанием из гранитов, гнейсов, кварцитов, скрытых под осадочными породами. Глубина залегания кристаллических пород составляет 1000—3000 метров от земной поверхности.
В палеозойскую эру вся поверхность Русской платформы несколько раз покрывалась морями, на дне которых отложились те напластования рыхлых пород, которые составляют геологическую картину территории области.
Городской округ город Шахунья в восточной и южной частях сложен пластами Пермского периода Палеозойской эры — пестроцветными мегелями и глинами.
Дебет воды для колодцев получают при пробивании плиты из напластования серо-зелёных или буро-коричневых мергелей — минералов, содержащих силикаты кальция, магния, алюминия и железа. Толщина плиты может составлять от нескольких миллиметров, до десятков сантиметров. Между мергелистыми слоями залегают супески с включениями гравия — отличным водоносом.
Достаточно высокое расположение поверхности региона на водоразделе Ветлуги и Вятки (около 160 м), вкупе с близким горизонтом грунтовых вод, объясняет обилие малых и мелких рек, зарождающихся на территории городского округа город Шахунья и прилегающих районов Кировской области, и несущих свои воды в Ветлугу (Большая и Малая Какши, Вая, Уста), Волгу (Большая Кокшага) и Вятку (Пижма, Ошма и Кужнур).
Северо-западная часть округа сложена породами триасового периода мезозойской эры — красно-бурыми глинами, мергелями и песчаниками. Поймы рек Ветлуги, Большой и Малой Какши и верхние слои всей остальной территории представляют собой самые молодые напластования пород четвертичного периода Кайнозойской эры, в основном: пески, глины, суглинки. Такие молодые осадочные породы образовались в результате наносов при таянии ледников при глобальных оледенения.
Территорию Русской платформы посетили три оледенения — Окское (500 тыс. лет назад), Днепровское (250 тыс. лет) и Валдайское (70—10 тыс. лет назад). При этом южная граница Окского оледенения проходила непосредственно по правому берегу реки Ветлуги в верхнем течении. Граница Днепровского оледенения проходила юнее, по территории Чувашии и Марий Эл, а граница Валдайского оледенения — севернее Вологды и Котласа. В период таяния последнего ледника на юг текли мощные потоки воды, которые размывали и сглаживали предшествующие наносы более ранних геологических напластований. Вращение Земли смещало к западу потоки, текущие к югу, что вызывало соответствующее направление наносных гряд.
На территории от Котельнича до Красных Баков расположена огромная песчаная низина. Эта русло бывшего продолжения Вятки, которое впадало в «древнюю Ветлугу» близ Красных Баков, а Ветлуга, в свою очередь, соединялась с Сурой, образуя мощный поток, несущий свои воды на юг. Волга моложе своих притоков: Унжи, Ветлуги, Суры и образовалась позднее. Эти притоки образовали мощную речную сеть, вырыли глубокие долины, причём по некоторым они уже не текут (среди них и долина между Котельничем и Красными Баками), но протекали ещё недавно. Кстати, эти реки и нанесли те огромные песчаные и глинистые наносы.

### Физико-географическая характеристика
| Место                                | Высота, м |
| ------------------------------------ | --------- |
| 3 км к юго-западу от ст. Шестериково | 192,0     |
| Устье Малой Какши                    | 90,0      |
| Площадь Советская                    | 152,2     |
| Телевышка                            | 173,2     |
| Метеостанция                         | 176,1     |
| водонапорной башни                   | 156,1     |

Край находится между южным склоном Северных Увалов и северным склоном Яранско-Кокшайской возвышенности и имеет общий уклон с юго-востока на северо-запад. Самая высокая точка — 192 м (Балт. система) — в трёх километрах к югу от ст. Шестериково. Самая низкая — 90 м — урез реки Малая Какша при впадении в Ветлугу.
Городской округ город Шахунья расположен на водораздельном пространстве рек Чёрная (Чернушка) и её притоков: Самарихи и Копани. Река Чёрная начинается в низине в районе улиц Садовой и Интернациональной, впадает в Малую Какшу у Туманинской сельской администрации. Самариха берёт начало при слиянии двух ручьёв на перекрёстке улиц Садовая и Крупской, впадает в Чёрную у бывшего починка Морозовского. Копань начинается слиянием двух ручьёв в районе столовой № 11 ОРСА ГЖД, впадает в Самариху возле деревни Алехановцы.
Рельеф городского округа — слегка волнистая равнина, наклонённая к северо-западу. Самая высокая точка — район художественной фабрики — водонапорной башни — 156,1 м. Советская площадь — 152,2 м. Южная часть города возвышается к юго-западу. Телевышка: 173,2 м; метеостанция: 176,1 м.
Средние отметки: Сява — 100 м, Вахтан — 130 м. Село Хмелевицы — 140, село Большое Широкое — 175, село Чёрное — 131 м.

### Полезные ископаемые
Городской округ богат кирпичной глиной и торфом.
Главным ресурсом является питьевая вода, — восполняемые залежи которой местами расположены на поверхности в виде чистых, слабоминерализованных и слабокислых родников. Приповерхностный слой грунтовых вод минерализован ионами кальция и магния, придающими воде жёсткость и ионами железа со слабовяжущим вкусом. Воды же глубокого заложения (80—120 м) сильно минерализованы фтором, имеют слабощелочную реакцию. Воды сфагновых болот из-за антисептических свойств мха-сфагнума являются чистейшими в микробиологическом отношении.
Некоторые исследователи полагают, что при должной разведке на больших глубинах может быть обнаружена нефть.

### Климат
| Характеристика                         | Значение               |
| -------------------------------------- | ---------------------- |
| Минимальная температура                | −46 °C                 |
| Максимальная температура               | +37 °C                 |
| Продолжительность периода с ниже +8 °C | 226 суток              |
| Продолжительность периода с ниже 0 °C  | 163 суток              |
| Сумма осадков за год                   | 548 мм                 |
| Макс. сут. выпадение осадков           | 59 мм                  |
| Продолжительность снегового покрова    | 18.10—15.04            |
| Средняя толщина снегового покрова      | 62 см                  |
| Среднее количество безветренных дней   | 11 (январь), 17 (июль) |
| Получение солнечного тепла             | 110 Ватт/год           |

Шахунский край находится в умеренно холодном континентальном климате с холодной и многоснежной зимой и умеренно жарким летом. Минимальная температура: −46 °C (31 декабря 1979 года), максимальная: +37 °C. Продолжительность периода с температурой ниже +8 °C — 226 суток, с 0 °C — 163 суток.
За 163 суток промерзает даже земля, в особенности, если земля не покрыта снегом, в таких местах грунт промерзает до полутора метров, когда покрытая снегом земля лишь на пару десятков сантиметров. Грунт округа относится к пучинистым грунтам и неравномерное промерзания могут привести к разрушению конструкций.
Большим влиянием на климат обладают леса: в приземистых слоях лесного воздуха и почве создаётся свой микроклимат. Летом в лесу прохладнее, а зимой теплее. Лес сдерживает на полях сдувание снега — положительно влияет на урожайность — и делает более устойчивым режим рек.
В округе выпадает достаточно много осадков, но, примерно, раз в десять лет, случается засушливый год, приносящий с собой лесные пожары и неурожаи: 1891, 1901, 1911, 1921, 1932, 1941 (не засуха, но средняя годовая температура 0 °C), 1951, 1961, 1972 годы. Сумма осадков за год: 548 мм, максимальное суточное выпадение осадков: 59 мм. Продолжительность снегового покрова: с 18 ноября по 15 апреля. Средняя толщина снегового покрова: 62 см. Среднее количество безветренных дней в январе — 11, в июле — 17. Господствующими ветрами зимой являются юго-западные и западные летом. Каждый квадратный метр земной поверхности получает солнечного тепла в среднегодовом исчислении: 110 Ватт. Наибольшее количество тепла поступает в июне (220 Вт), наименьшее — в декабре (10 Вт).

### Гидрография
Вая — река, берущая начало в 1 км к северо-западу от деревни Письменер Тоншаевского района и впадающая в Усту в 5 км южнее от ст. Арья. Протяжённость около 106 км. Исток: 146 м; устье: 91 м.
Малая Какша — река, берущая начало в 2 км западнее ст. Тоншаево (пос. Шайгино) и впадающая в Ветлугу в 8 км выше г. Ветлуги. Протяжённость 91 км. Исток: 133 м; устье: 88 м.
Большая Какша — река, берущая начало в 0,5 км южнее от ст. Шабалино Северной железной дороги и впадающая в Ветлугу в 9 км выше г. Ветлуги. Протяжённость 138 км. Исток: 161 м; устье: 88 м.
Большой Вахтан — река, берущая начало у починка Терешинский и впадающая в Большую Какшу слева на границе с Кировской областью, в 12 км выше Сявы. Протяжённость 41 км. Исток: 141 м; устье: 106 м.
Пижма — река, берущая начало в 5 км восточнее деревни Щербаж и впадающая в Вятку справа близ города Советск. Протяжённость 300 км.
Вахтан (Вахтанка) — река, берущая начало близ деревни Вахтан-Рачки и впадающая в Малую Какшу справа, возле бывшей деревни Трёхречье. Протяжённость 23 км. Исток: 131 м; устье: 107 м.
Вахтан — река берущая начало у деревни Гусевский слиянием двух ручьёв, начинающихся у деревень Мелешиха и Красный Май, и впадающая Малую Какшу слева напротив Хмелевиц. Протяжённость 24 км. Исток: 142 м; устье: 108 м.
Свеча — река, берущая начало в 1 км к востоку от платформы Буренино и впадающая в Малую Какшу слева в 1 км ниже деревни Каменнша. Протяжённость 18 км. Исток: 120 м; устье: 107 м.
Чёрная — река, берущая начало на перекрёстке улиц Садовая и Интернациональная города Шахуньи и впадающая в Малую Какшу слева в 0,5 км севернее деревни Чёрная. Протяжённость 23 км. Исток: 131 м; устье: 107 м.
Кулепиха — река, берущая начало на территории промбазы ПМК-214 и ЗАО «Тарпол» и впадающая в Чёрную у села Туманино. В устье расположен Туманинский пруд.

### Почвы
Почвы городского округа, по определению профессора Серебрянникова, относятся к типу дерново-подзолистых. Такой вид почвы образовался за счёт климатических условий и характеру растительного покрова, той материковой породе, из которой она развивалась и которая её подстилает на глубине. Материнская порода сложена из мергелей, глин и песчаников, покрытых песчаными и глинистыми ледниковыми отложениями. Шахунский край обладает достаточным количеством атмосферных осадков.
Растительность состоит из хвойных лесов с примесью лиственных. Опавшая хвоя, листва, мелкие ветки, корни и упавшие деревья в процессе гниения дают перегной.
Лучшими почвами округа являются те, на которых произрастают елово-пихтовые леса с примесью липы, клёна, вяза, ильма, дуба, расположенные на водоразделах и ровных возвышенных плато по склонам рек и ручьёв, где материнская порода — лёгкие и средние суглинки с низким (глубоким) залеганием грунтовых вод. Наиболее плодородные почвы разновидности 5 и 5.1 в процентном соотношении по краю составляют 70—75 %.

#### Разновидности
На территории городского округа расположены следующие разновидности почв:
1. Дерново-подзолистые, песчаные по составу. Распространены в долинах рек в их среднем и нижнем течении. На них произрастают сосновые типы леса, сосняк брусничный.
2. Дерново-подзолистые песчано-пылеватые по составу (грубые пески). Распространены на пониженных заболоченных точках рельефа первой группы почв. На них произрастают сосняки сфагновые.
3. Дерново-подзолистые пылевато-песчаные по составу (тонкие супеси). Распространены повсюду небольшими пятнами на ровных возвышенных плато. На них произрастают преимущественно сосняки и ельники-кисличники, а также сосняки брусничниковые.
4. Дерново-подзолистые крупно-пылевые по составу (лёгкие суглинки). Распространены повсюду на ровных, возвышенных плато, по лёгким склонам рельефа местности и занимают преимущественное положение в пределах городского округа город Шахунья. На них произрастает ельник линняк с примесью лиственных пород.
5. Средне и слабо-подзолистые и дерново-подзолистые почвы, пылеватые по составу (средние суглинки). Распространены повсюду по гряде валов-поднятий. На них произрастают ельники-брусничники и, в понижениях, ельники-черничники.
  1. Сильно подзолистые почвы, пылеватые по составу (средние суглинки). Распространены на пониженных местах с поверхностными грунтовыми водами. На них произрастают ельник-долгомошник, ельник-черничник, ельник сфагновый.

## Население
| 1939    | 1959    | 1970    | 1979    | 1989    | 2000    | 2002    | 2008    | 2009    |
| ------- | ------- | ------- | ------- | ------- | ------- | ------- | ------- | ------- |
| 62 693  | ↗76 519 | ↘59 820 | ↘52 126 | ↘50 601 | ↘50 100 | ↘44 433 | ↘21 425 | ↘21 354 |
| 2010    | 2011    | 2012    | 2013    | 2014    | 2015    | 2016    | 2017    | 2018    |
| ↗39 625 | ↘21 067 | ↗38 842 | ↘38 366 | ↘37 778 | ↘37 160 | ↘36 617 | ↘36 216 | ↘35 851 |
| 2019    | 2020    | 2021    |         |         |         |         |         |         |
| ↘35 285 | ↘34 874 | ↘29 529 |         |         |         |         |         |         |

### Урбанизация
В городских условиях (городской округ город Шахунья, пгт Вахтан и Сява) проживают 81.06 % населения района.

### Национальный состав
На 2000 год:
- Русские — 96,6 %
- Татары — 1,2 %
- Украинцы — 0,7 %
- Белорусы — 0,1 %
- Мордва, марийцы, чуваши, евреи, цыгане и другие

Демография
За 2002 год в районе родилось 416 человек, умерло — 1025 человек, естественная убыль — 125 на 10000 жителей.
В 2002 году прибыло в район 827 человек, выехало — 1059 человек Миграционный прирост — 232 человека.
Численность трудоспособного населения — 27100 человек.
Демографическая нагрузка (количество человек младше и старше трудоспособного возраста на 1000 лиц трудоспособного возраста) — 789,7 человек.

## История
Р. Казимирчик — директор Балахнинского филиала облгосархива — делит историю становления округа на три этапа:
- 1917—1929 годы — продолжает существовать губерния с уездами и волостями;
- 1929—1936 годы — время существования края с районами и сельсоветами;
- 1936—н. в. — существование области.

### Губернский период
К середине 1922 года губерния значительно увеличилась: присоединился Курмышский уезд из Симбирской губернии, Варнавинский, Ветлужский и часть Ковернинского уездов из Костромской губернии. В связи с чем губерния получила 1800 тысяч десятин хвойного леса.

### Нижегородский край
Административное деление приспосабливалось к нуждам индустриализации страны: ликвидированы губернии, уезды, волости; создан громадный по территории Нижегородский край (с 1932 года — Горьковский). Притом в первой половине 1929 года называлась областью, но из-за присоединения автономий названа краем.
В это время проектируется Шахунский район, но с центром в селе Хмелевицы, соответственно и назван сам район. Но старинное село лежало на большом удалении от железной дороги Нижний—Котельнич и уже после окончательного установления границ района центр переносится на станцию Шахунья, одновременно с этим рассматривается расширение района за счёт зависимых от железной дороги территорий.
Постановление ВЦИК от 20 января 1931 года Шахунский район организован из Хмелевицкого, Тоншаевского и Тонкинского районов. В августе 1931 года присоединены ещё три сельсовета Тужинского и один из Шарангского районов.
В 1931 году район состоит из 33 сельских советов и двух поселковых советов с административным центром на станции Шахунья с территорией в 4875 км²; 802 населёнными пунктами, где проживает 90 928 человек.
В 1935 году, в связи с образованием Тоншаевского района к нему переходят 15 сельсоветов, а в 1936 ещё 5 ушли во вновь восстановленный Тонкинский район. На 1 января 1939 года в районе проживает уже 67 259 человек, в том числе в рабочих посёлках — 10592 человека (94,6 % русских и 5,1 % марийцев); 239 колхозов с 7638 хозяйствами.
15 ноября 1957 года к Шахунскому району был присоединён Хмелевицкий район.
Законом Нижегородской области от 1 ноября 2011 года № 153-З — муниципальные образования — городские поселения город Шахунья, рабочий посёлок Вахтан, Рабочий посёлок Сява и сельские поселения Акатовский сельсовет, Красногорский сельсовет, Лужайский сельсовет, Туманинский сельсовет и Хмелевицкий сельсовет преобразованы, путём их объединения, в муниципальное образование городской округ город Шахунья Нижегородской области.
Законом Нижегородской области от 1 ноября 2011 года № 154-З административно-территориальное образование Шахунский район Нижегородской области преобразована в город областного значения Шахунья Нижегородской области.

## Административно-территориальное устройство
Город областного значения включает в себя административно-территориальные образования:
| № | Административно- территориальное (упразднённое муниципальное) образование | Административный центр | Количество населённых пунктов | Население (чел.) на 2010 | Площадь (км²) |
| - | ------------------------------------------------------------------------- | ---------------------- | ----------------------------- | ------------------------ | ------------- |
| 1 | Город Шахунья                                                             | город Шахунья          | 2                             | 21071                    | Н/Д           |
| 2 | Рабочий посёлок Вахтан                                                    | пгт Вахтан             | 1                             | 5769                     | Н/Д           |
| 3 | Рабочий посёлок Сява                                                      | пгт Сява               | 3                             | 4753                     | Н/Д           |
| 4 | Акатовский сельсовет                                                      | деревня Акаты          | 24                            | 1142                     | Н/Д           |
| 5 | Красногорский сельсовет                                                   | село Красногор         | 10                            | 781                      | Н/Д           |
| 6 | Лужайский сельсовет                                                       | поселок Лужайки        | 43                            | 2463                     | Н/Д           |
| 7 | Туманинский сельсовет                                                     | деревня Туманино       | 14                            | 718                      | Н/Д           |
| 8 | Хмелевицкий сельсовет                                                     | село Хмелевицы         | 42                            | 2928                     | Н/Д           |

### История административно-территориального деления
Шахунский муниципальный район первоначально (на 2004 год) включал в себя:
- Город Шахунья
- Рабочий посёлок Вахтан
- Рабочий посёлок Сява
- Акатовский сельсовет
- Красногорский сельсовет
- Лужайский сельсовет
- Туманинский сельсовет
- Хмелевицкий сельсовет
- Черновский сельсовет
- Большемузянский сельсовет
- Большесвечанский сельсовет
- Большешироковский сельсовет
- Верховский сельсовет
- Мартяхинский сельсовет
- Поломский сельсовет

Законом Нижегородской области от 28 августа 2009 года № 149-З — преобразованы, во вновь образованные муниципальные образования, сельские поселения:
- Акатовский и Мартяхинский сельсоветы в Акатовский сельсовет;
- Большешироковский, Лужайский, Поломский и Черновский сельсоветы в Лужайский сельсовет;
- Большемузянский, Большесвечанский, Верховский и Хмелевицкий сельсоветы в Хмелевицкий сельсовет.

В 2011 году все муниципальные образования муниципального района были преобразованы путём их объединения во вновь образованное муниципальное образование городской округ город Шахунья; административно-территориальная единица Шахунский район Нижегородской области преобразована в город областного значения Шахунья Нижегородской области.

### Населённые пункты
В состав города областного значения и городского округа входят 139 населённых пунктов:
| №   | Населённый пункт  | Тип населённого пункта          | Население | Административно-территориальное образование |
| --- | ----------------- | ------------------------------- | --------- | ------------------------------------------- |
| 1   | Аверята           | деревня                         | ↘10       | Туманинский сельсовет                       |
| 2   | Акаты             | деревня                         | ↘159      | Акатовский сельсовет                        |
| 3   | Алехановцы        | деревня                         | ↗50       | Лужайский сельсовет                         |
| 4   | Алешино           | деревня                         | ↘0        | Туманинский сельсовет                       |
| 5   | Андрианово        | деревня                         | ↘190      | Красногорский сельсовет                     |
| 6   | Безводное         | деревня                         | ↘0        | Акатовский сельсовет                        |
| 7   | Берестянка        | деревня                         | ▬10       | Хмелевицкий сельсовет                       |
| 8   | Большая Музя      | деревня                         | ↘284      | Хмелевицкий сельсовет                       |
| 9   | Большая Свеча     | деревня                         | ↘443      | Хмелевицкий сельсовет                       |
| 10  | Большие Белолуги  | деревня                         | ↘0        | Акатовский сельсовет                        |
| 11  | Большие Кулики    | деревня                         | ↘25       | Акатовский сельсовет                        |
| 12  | Большие Ломы      | деревня                         | ▬0        | Хмелевицкий сельсовет                       |
| 13  | Большое Матвеево  | деревня                         | ↘0        | Хмелевицкий сельсовет                       |
| 14  | Большое Павлово   | деревня                         | ▬2        | Хмелевицкий сельсовет                       |
| 15  | Большое Широкое   | село                            | ↘320      | Лужайский сельсовет                         |
| 16  | Буренино          | деревня                         | ↘25       | Лужайский сельсовет                         |
| 17  | Вахтан            | пгт                             | ↘3778     | Рабочий посёлок Вахтан                      |
| 18  | Вахтана           | деревня                         | ▬0        | Хмелевицкий сельсовет                       |
| 19  | Вахтан-Рачки      | деревня                         | ▬2        | Хмелевицкий сельсовет                       |
| 20  | Верхняя Каменка   | деревня                         | ▬0        | Лужайский сельсовет                         |
| 21  | Верхняя Сосновка  | деревня                         | ↘0        | Лужайский сельсовет                         |
| 22  | Верховская        | деревня                         | ↘12       | Хмелевицкий сельсовет                       |
| 23  | Верховское        | село                            | ↘395      | Хмелевицкий сельсовет                       |
| 24  | Высоковка         | деревня                         | ↘0        | Лужайский сельсовет                         |
| 25  | Гусевский         | починок                         | ↘12       | Акатовский сельсовет                        |
| 26  | Гусельники        | деревня                         | ↘7        | Акатовский сельсовет                        |
| 27  | Доронькино        | деревня                         | ↘24       | Рабочий посёлок Сява                        |
| 28  | Дыхалиха          | деревня                         | ↘41       | Красногорский сельсовет                     |
| 29  | Ефтино            | деревня                         | ↗12       | Лужайский сельсовет                         |
| 30  | Журавли           | деревня                         | ↘0        | Туманинский сельсовет                       |
| 31  | Заовражье         | деревня                         | ↘1        | Лужайский сельсовет                         |
| 32  | Зотики            | деревня                         | ↘24       | Акатовский сельсовет                        |
| 33  | Зубанья           | деревня                         | ↘5        | Лужайский сельсовет                         |
| 34  | Зубанья           | посёлок железнодорожной станции | ↘55       | Лужайский сельсовет                         |
| 35  | Ивановское        | деревня                         | ↘1        | Хмелевицкий сельсовет                       |
| 36  | Извал             | село                            | ↘18       | Хмелевицкий сельсовет                       |
| 37  | Ильинки           | деревня                         | ↘117      | Лужайский сельсовет                         |
| 38  | Каменник          | деревня                         | ↘87       | Хмелевицкий сельсовет                       |
| 39  | Канава            | деревня                         | ↘0        | Туманинский сельсовет                       |
| 40  | Караваиха         | деревня                         | ↘0        | Лужайский сельсовет                         |
| 41  | Клин              | деревня                         | ↘31       | Лужайский сельсовет                         |
| 42  | Колпаки           | деревня                         | ↘12       | Хмелевицкий сельсовет                       |
| 43  | Комсомольский     | посёлок                         | ↘110      | Лужайский сельсовет                         |
| 44  | Коновод           | деревня                         | ↘3        | Акатовский сельсовет                        |
| 45  | Кошкино           | деревня                         | ▬1        | Лужайский сельсовет                         |
| 46  | Красная Речка     | деревня                         | ↘1        | Туманинский сельсовет                       |
| 47  | Красногор         | деревня                         | ↘356      | Красногорский сельсовет                     |
| 48  | Красносельское    | деревня                         | ↗3        | Хмелевицкий сельсовет                       |
| 49  | Красный Кирпичник | посёлок                         | ↘150      | Город Шахунья                               |
| 50  | Красный Май       | деревня                         | ↗3        | Акатовский сельсовет                        |
| 51  | Кротово           | деревня                         | ↘1        | Лужайский сельсовет                         |
| 52  | Курочкино         | деревня                         | ↘4        | Хмелевицкий сельсовет                       |
| 53  | Лазарево          | деревня                         | ↘2        | Хмелевицкий сельсовет                       |
| 54  | Лебедевка         | деревня                         | ↘29       | Акатовский сельсовет                        |
| 55  | Левашово          | деревня                         | ↘0        | Хмелевицкий сельсовет                       |
| 56  | Ломы              | деревня                         | ↘6        | Лужайский сельсовет                         |
| 57  | Лопатино          | деревня                         | ▬0        | Хмелевицкий сельсовет                       |
| 58  | Лубяна            | деревня                         | ↘20       | Хмелевицкий сельсовет                       |
| 59  | Лубянцы           | деревня                         | ▬0        | Лужайский сельсовет                         |
| 60  | Луговой           | посёлок                         | ↗29       | Лужайский сельсовет                         |
| 61  | Лужайки           | посёлок                         | ↘553      | Лужайский сельсовет                         |
| 62  | Макарово          | деревня                         | ↘83       | Туманинский сельсовет                       |
| 63  | Малая Березовка   | деревня                         | ↘14       | Красногорский сельсовет                     |
| 64  | Малая Музя        | деревня                         | ↘6        | Хмелевицкий сельсовет                       |
| 65  | Малая Полдневая   | деревня                         | ↘46       | Лужайский сельсовет                         |
| 66  | Малая Пристань    | деревня                         | ↘22       | Лужайский сельсовет                         |
| 67  | Малая Темта       | деревня                         | ↘0        | Лужайский сельсовет                         |
| 68  | Малиновка         | деревня                         | ↘262      | Хмелевицкий сельсовет                       |
| 69  | Малиновский       | починок                         | ↘17       | Туманинский сельсовет                       |
| 70  | Малое Павлово     | деревня                         | ▬0        | Хмелевицкий сельсовет                       |
| 71  | Малое Петрово     | деревня                         | ↘31       | Хмелевицкий сельсовет                       |
| 72  | Малое Рыбаково    | деревня                         | ↘6        | Туманинский сельсовет                       |
| 73  | Малое Шорино      | деревня                         | ↘16       | Хмелевицкий сельсовет                       |
| 74  | Малые Белолуги    | деревня                         | ↘13       | Акатовский сельсовет                        |
| 75  | Малый Извал       | деревня                         | ▬0        | Хмелевицкий сельсовет                       |
| 76  | Мартыниха         | деревня                         | ↘59       | Красногорский сельсовет                     |
| 77  | Мартяхино         | деревня                         | ↘102      | Акатовский сельсовет                        |
| 78  | Мелешиха          | деревня                         | ↘205      | Акатовский сельсовет                        |
| 79  | Мирониха          | деревня                         | ▬0        | Лужайский сельсовет                         |
| 80  | Момзино           | деревня                         | ↘47       | Красногорский сельсовет                     |
| 81  | Морозовский       | починок                         | ▬0        | Лужайский сельсовет                         |
| 82  | Муравьево         | деревня                         | ↘0        | Красногорский сельсовет                     |
| 83  | Мураиха           | деревня                         | ↘33       | Хмелевицкий сельсовет                       |
| 84  | Нагорное          | деревня                         | ▬0        | Хмелевицкий сельсовет                       |
| 85  | Назарово          | деревня                         | ↘1        | Хмелевицкий сельсовет                       |
| 86  | Наплавино         | деревня                         | ↘23       | Красногорский сельсовет                     |
| 87  | Никитиха          | деревня                         | ↘123      | Лужайский сельсовет                         |
| 88  | Николаевский      | починок                         | ↘0        | Туманинский сельсовет                       |
| 89  | Новая Речка       | деревня                         | ↘1        | Хмелевицкий сельсовет                       |
| 90  | Новоселовка       | деревня                         | ↘2        | Акатовский сельсовет                        |
| 91  | Новосявский       | посёлок                         | ↘0        | Рабочий посёлок Сява                        |
| 92  | Нужата            | деревня                         | ▬0        | Лужайский сельсовет                         |
| 93  | Одинцово          | деревня                         | ↘3        | Лужайский сельсовет                         |
| 94  | Отлом             | деревня                         | ↘68       | Лужайский сельсовет                         |
| 95  | Петрово           | деревня                         | ↘133      | Акатовский сельсовет                        |
| 96  | Петухи            | деревня                         | ↘0        | Лужайский сельсовет                         |
| 97  | Полетайки         | деревня                         | ↘1        | Акатовский сельсовет                        |
| 98  | Полетайки         | посёлок                         | ↘116      | Акатовский сельсовет                        |
| 99  | Поликарп          | деревня                         | ▬0        | Лужайский сельсовет                         |
| 100 | Половинная        | деревня                         | ↘28       | Хмелевицкий сельсовет                       |
| 101 | Половинный Овраг  | деревня                         | ↘0        | Хмелевицкий сельсовет                       |
| 102 | Полома            | деревня                         | ↘45       | Лужайский сельсовет                         |
| 103 | Пристанское       | деревня                         | ↘10       | Акатовский сельсовет                        |
| 104 | Пронос            | деревня                         | ↘0        | Хмелевицкий сельсовет                       |
| 105 | Рябково           | деревня                         | ▬0        | Хмелевицкий сельсовет                       |
| 106 | Савино            | деревня                         | ▬0        | Лужайский сельсовет                         |
| 107 | Сальма            | деревня                         | ↘18       | Хмелевицкий сельсовет                       |
| 108 | Санталы           | деревня                         | ↘7        | Акатовский сельсовет                        |
| 109 | Северный          | посёлок                         | ↘52       | Хмелевицкий сельсовет                       |
| 110 | Синчуваж          | деревня                         | ↘60       | Акатовский сельсовет                        |
| 111 | Скородумово       | деревня                         | ↘5        | Хмелевицкий сельсовет                       |
| 112 | Сокол             | деревня                         | ▬0        | Хмелевицкий сельсовет                       |
| 113 | Соловьево         | деревня                         | ▬2        | Хмелевицкий сельсовет                       |
| 114 | Соромотная        | деревня                         | ↘34       | Красногорский сельсовет                     |
| 115 | Сосновка          | деревня                         | ▬0        | Лужайский сельсовет                         |
| 116 | Столбово          | деревня                         | ↘29       | Акатовский сельсовет                        |
| 117 | Сява              | пгт                             | ↘2531     | Рабочий посёлок Сява                        |
| 118 | Тарасята          | деревня                         | ↘1        | Лужайский сельсовет                         |
| 119 | Туманино          | деревня                         | ↘422      | Туманинский сельсовет                       |
| 120 | Тумбалиха         | деревня                         | ↘17       | Хмелевицкий сельсовет                       |
| 121 | Тюленский         | починок                         | ↘7        | Туманинский сельсовет                       |
| 122 | Тюрики            | деревня                         | ↘1        | Лужайский сельсовет                         |
| 123 | Уткино            | деревня                         | ↘0        | Хмелевицкий сельсовет                       |
| 124 | Фадеево           | деревня                         | ↘8        | Лужайский сельсовет                         |
| 125 | Фадька            | деревня                         | ↘121      | Туманинский сельсовет                       |
| 126 | Харламовцы        | деревня                         | ↗169      | Лужайский сельсовет                         |
| 127 | Хлыстовка         | деревня                         | ↘39       | Лужайский сельсовет                         |
| 128 | Хмелевицы         | село                            | ↘1161     | Хмелевицкий сельсовет                       |
| 129 | Хмелевка          | деревня                         | ↘17       | Красногорский сельсовет                     |
| 130 | Чёрная            | деревня                         | ↘51       | Туманинский сельсовет                       |
| 131 | Чёрное            | село                            | ↘403      | Лужайский сельсовет                         |
| 132 | Шахунья           | город, административный центр   | ↘17 626   | Город Шахунья                               |
| 133 | Шахунья           | деревня                         | ↘3        | Лужайский сельсовет                         |
| 134 | Шерстни           | деревня                         | ↘22       | Акатовский сельсовет                        |
| 135 | Шерстни           | село                            | ↘24       | Акатовский сельсовет                        |
| 136 | Шестериково       | посёлок                         | ↘0        | Туманинский сельсовет                       |
| 137 | Щекотилово        | деревня                         | ↘18       | Лужайский сельсовет                         |
| 138 | Щербаж            | деревня                         | ↘156      | Акатовский сельсовет                        |
| 139 | Январи            | деревня                         | ↘198      | Лужайский сельсовет                         |

Упраздненные населенные пункты
6 октября 2003 года были упразднены деревни Красная и Прелка рабочего поселка Сява, деревня Обухово Акатовского сельсовета, починок Соколовский Большемузянского сельсовета, деревня Семёново Красногорского сельсовета, деревни Меньково и Сосновка Поломского сельсовета, починки Маховский и Перовский Туманинского сельсовета, деревни Епифанки, Крупин, Малое Климово, Петрово Черновского сельсовета.

## Экономика района

### Социально-экономическое развитие городского округа
| Показатель | Значение               | Тот же период в 2013 году (%) |
| --- | ---------------------- | ----------------------------- |
| Оборот организаций по полному кругу | 2 721 239 400 ₽        | 119,5                         |
| Объём отгруженных товаров собственного производства, выполненных работ у предприятий, где численность работников превышает 15 человек. | 1 223 745 000 ₽        | 118,4                         |
| Строительство жилых домов | 3011 м²                | 300                           |
| Инвестиции в основной капитал (круп. и ср. предприятия)                                                                                | 145 597 000 ₽          | 200                           |
| Надои молока на 1 корову | 1626 кг                | 89                            |
| Поголовные КРС в предприятиях | 3429 голов             | 98,2                          |
| Производство мяса | 117 тонн               | 79,3                          |
| Объём производства молока | 2593 тонн              | 87,9                          |
| Оборот розничной торговли | 400 633 000 ₽          | 120,9                         |
| Объём платных услуг населению (крупн. и ср. предприятия)                                                                               | 106768300 ₽            | 74                            |
| Доля убыточных крупн. и ср. предприятий                                                                                                | 30,8 %                 | —                             |
| Кредиторская задолженность крупн. и ср. предприятий                                                                                    | 614931000 ₽            | 66,3                          |
| Дебиторская задолженность КиС ПиО | 781068000 ₽            | 89,9                          |
| Индекс потребительских цен | —                      | 108,9                         |
| Среднемесячная номинальная начисленная зарплата                                                                                        | 18999 ₽                | 114                           |
| Просроченная задолженность по зарплате                                                                                                 | —                      | —                             |
| Безработных | 113 чел.               | 61                            |
| Официальная безработица | 0,63 %/эк. актив. нас. | —                             |
| Напряжённость на рынке труда | 0,45 чел./место        | 55,6                          |
| Число родившихся | 237 чел.               | 87,1                          |
| Число умерших | 350 чел.               | 97,8                          |
| Естественный прирост | -113 чел.              | 131,4                         |
| Сальдо миграции | -140 чел.              | 119,7                         |
| Число выбывших | 400 чел.               | 64,9                          |
| Число прибывших | 540 чел.               | 73,7                          |
| Уровень преступности | 62,2 ед.               | 106,1                         |
| Доля раскрытых преступлений к находящимся в производстве                                                                               | 67,4 %                 | —                             |
| Количество зарегистрированных ВИЧ-инфицированных                                                                                       | 13 чел.                | 68,4                          |

### Промышленность
Промышленность округа представлена 24 предприятиями (крупных и средних — 16):
- ЗАО «Сявалес» — банкрот, без производственных мощностей, без продукции.
- ООО «Лесозаготовка» — заготовка и вывозка леса;
- ОАО «Карбохим» — банкрот. работает ретортный цех
- ОАО «Рослес» — пиломатериалы;
- ЗАО «Тарпол» — пиломатериалы, столярные изделия;
- ОАО «Апис» — колбасные изделия, мясо и субпродукты;
- МП Типография — газета, бланки;
- ОАО «Молоко» — масло животное, сухое молоко, цельномолочная продукция, сыр;
- ООО «Шахунское УПП ВОС» — щетино-щёточные изделия, пластмассовые изделия, металлоизделия;
- ОАО «Шахунский ЛПХ» — пиломатериалы, балансы берёзовые и хвойные, фанерное сырьё;
- ОАО «Тканые узоры» — изделия ручного художественного ткачества;
- ЗАО «Вудтек» — пиломатериалы, детали строганые, автофургоны, древеснонаполненный лист «Полидрев», мебельные щиты, активированный уголь;
- ООО «Шахунский хлебокомбинат» — хлебобулочные изделия;
- ОАО «Шахунский промкомбинат» — пиломатериалы;
- ООО «Телец» — колбасные изделия;
- ООО «Сявский ЭМЗ» — деревообрабатывающее оборудование.

Наибольший удельный вес по объёму выпускаемой продукции в общем объёме промышленного производства городского округа город Шахунья имеет ОАО «Молоко» (43,3 %).

### Сельское хозяйство
По данным Управления сельского хозяйства на момент 26 июля в округе на площади 2425 га (по плану 5591 га) заготовлено 2457 тонн сена (53 % от плана) и 6738 тонн силоса (44 %).
Заготовка кормов ведётся в следующих хозяйствах округа:
- СПК «Новый путь»
- «Родина»
- «Русь»
- «Туманино»
- «Черновский»
- ОАО «Хмелевицы»
- ООО «Нижегородский страус»

### Когда-либо существовавшие колхозы
| ООО «Акаты»            | д. Акаты          |
| колхоз «Свобода»       | д. Петрово        |
| СПК «Память Чапаева»   | д. Мелешиха       |
| ТнВ «Русь»             | д. Щербаж         |
| колхоз «Авангард»      | д. Туманино       |
| колхоз им. Фрунзе      | д. Фадька         |
| колхоз «Поломский»     | д. Никитиха       |
| СПК «Новая жизнь»      | д. Малиновка      |
| СПК «Новый путь»       | д. Красногор      |
| колхоз «Всходы Ильича» | с. Хмелевицы      |
| колхоз «Земледелец»    | д. Большая Музя   |
| СПК «Черновский»       | д. Чёрная         |
| СПК «Широковский»      | с. Б. Широковское |
| СПК «Родина»           | с. Большая Свеча  |
| ООО «Январи»           | д. Январи         |
| ТнВ «Смирнов и К»      | д. Январи         |
| СПК «Андриановский»    | д. Андрианово     |
| СПК «Луч»              | д. Отлом          |
| ООО «Поле»             | д. Хлыстовка      |
| п/х ШАПТа              | д. Клин           |

В округе выращивают рожь, пшеницу, ячмень, овёс, картофель, лён. Основная масса сельскохозяйственных предприятий имеет мясо-молочное направление.
В округе работают 2 элитно-семеноводческих хозяйства: ООО «Родина» и подсобное хозяйство «Черновское», госсортоучасток, колхоз высокой культуры земледелия — «Новый путь».

### Ресурсы

#### Земельные ресурсы
| № п/п | Наименование земель                                       | Всего, га | В % к общей площади |
| ----- | --------------------------------------------------------- | --------- | ------------------- |
| 1.    | Пашня                                                     | 64276     | 24,77               |
| 2.    | Многолетние насаждения                                    | 289       | 0,11                |
| 3.    | Сенокосы                                                  | 7437      | 2,87                |
| 4.    | Пастбища                                                  | 10397     | 4,01                |
| 5.    | Итого сельхозугодий                                       | 82413     | 31,76               |
| 6.    | Коллективное и индивидуальное садоводство, огородничество | 1327      | 0,51                |
| 7.    | Земли личных подсобных хозяйств                           | 382       | 0,15                |
| 8.    | Леса                                                      | 163964    | 63,19               |
| 9.    | Кустарники                                                | 1222      | 0,47                |
| 10.   | Болота                                                    | 790       | 0,30                |
| 11.   | Под водой                                                 | 1187      | 0,46                |
| 12.   | Земли, находящиеся в стадии мелиоративного строительства  | 0         | 0,00                |
| 13.   | Площади, улицы, переулки                                  | 4227      | 1,63                |
| 14.   | Под строениями                                            | 3648      | 1,41                |
| 15.   | Нарушенные земли                                          | 158       | 0,06                |
| 16.   | Прочие                                                    | 157       | 0,06                |
|       | Всего                                                     | 259461    | 100,00              |

#### Минеральные ресурсы
В городском округе город Шахунья разведано 32 торфяных месторождения, площадью в границах промышленной залежи каждого более 10 гектар. Общая площадь их составляет 4486 гектар, с запасом воздушно-сухого торфа 13 200 000 тонн. К промышленному торфяному фонду относятся торфяные месторождения «Казанское» и «Сибирское», которые в настоящее время не используются.
Торфяное месторождение «Казанское» смешанного типа, площадью промышленной залежи 2288 гектар и геологическим запасом воздушно-сухого торфа 7 900 000 тонн, со средней степенью разложения торфа по месторождению 37 % и зольностью 6,3 %.
Торфяное месторождение «Сибирское», площадью 934 гектар, с геологическим запасом воздушно-сухого торфа 19 000 000 тонн, со средней степенью разложения торфа 70 %, зольностью 10,3 %.
Торфяной фонд сельскохозяйственного назначения состоит из 30 торфяных месторождений низинного типа общей площадью промышленной залежи 1264 гектар, с геологическим запасом торфа в пересчёте на 60 % влажность около 7 000 000 тонн.
Также на территории городского округа город Шахунья есть залежи строительной глины.

#### Лесные ресурсы
Общая площадь лесов в городском округе город Шахунья составляет 163 960 гектар, из них покрыто лесом 150 700 гектар. Лесистость района (отношение площади лесных земель к общей площади территории района) составляет 63 %. Общий запас древесины — 291 604 800 м³, в том числе хвойной древесины — 17 894 300 м³.
Посадка и посев леса — 229,3 гектар;
Содействие естественному возобновлению — 281,0 га.
К предприятиям лесного хозяйства относятся такие предприятия, как
- Шахунский лесхоз,
- Вахтанский лесхоз,
- межхозяйственный лесхоз «Шахунский»,
- Сельский лесхоз.

К лесной, деревообрабатывающей и целлюлозно-бумажной отрасли промышленности относятся
- ОАО «Крона»,
- ЗАО «Сявалес»,
- ОАО «Шахунский леспромхоз»,
- ОАО «Рослес»,
- ОАО «Промкомбинат».

Все эти предприятия занимаются заготовкой, вывозкой и переработкой древесины.
В 2000 году освоение лимитов лесосечного фонда по Шахунскому лесхозу составило 77 200 м³ (56,3 %), в том числе хвои — 26 900 м³ (100 %). По Вахтанскому лесхозу освоено лимитов в размере 49 900 м³ (или 77,2 % от выделенных лимитов), в том числе хвои — 10 600 м³ (53 %).

#### Водные ресурсы
На территории городского округа город Шахунья протекает множество мелких рек и ручьёв, таких, как реки Тургуш, Большой Вахтан, Пижма, Рамень, Чернушка, Шара, Чёрная. К наиболее крупным рекам относятся реки Большая Какша (138 км), Вая (108 км), Малая Какша (91 км).
Также округ насчитывает 65 прудов, общей площадью 200 гектар. Самые крупные из них:
- пруд на реке Большая Свеча, размером 50 гектар, средняя глубина — 2,7 метра, средняя длина — 2 километра, запасы воды — 620 000 м³;
- пруд на реке Шара у деревни Большая Полдневая, размером 32 гектара, средняя глубина — 4 метра, средняя длина — 1 километр, запасы воды — 425 000 м³;
- пруд на реке Шара у деревни Большие Кулики, размером 30 гектар, средняя глубина — 2,5 метра, средняя длина — 2 километра, запасы воды — 750 000 м³;
- пруд на реке Шара у деревни Малые Кулики, размером 20 гектар, средняя глубина — 3 метра, средняя длина — 1,3 километра, запасы воды — 603 000 м³.

### Транспорт
- Автомобильная трасса Нижний Новгород — Киров (федерального значения).
- «Новое» направление транссибирской железнодорожной магистрали. Однопутная ведомственная магистраль Шайгино (Тоншаевский район) — Сява была разобрана в 2011 году.

## Культура и образование
На территории городского округа город Шахунья расположены 30 дошкольных образовательных учреждений, из них 27 муниципальных, в том числе в городской местности — 13, в сельской местности — 17. 1575 детей посещают ДДУ, из них 1250 в городской местности, 325 в сельской местности, охват ДДУ детей в возрасте 1—6 лет в городской местности составляет 56 %, в сельской местности — 46 %. Количество детей на 100 мест в ДДУ в городской местности составляет 70 человек, в сельской местности — 41 человек.
В городском округе город Шахунья функционирует 28 школ, в том числе 8 начальных, 8 основных, 10 средних, 1 гимназия, 1 специальная (коррекционная) школа-интернат.
В округе функционирует сеть реабилитационных учреждений: Верховский детский дом на 30 воспитанников, Сявская специальная (коррекционная) школа-интернат (93 учащихся) и Хмелевицкий социально-реабилитационный центр. В сложных социально-экономических условиях центр образования молодёжи выполняет функции коррекции, реабилитации и профилактики криминального поведения учащихся.
Возможность получить профессиональное образование предоставляют ГБПОУ «Шахунский колледж аграрной индустрии» с филиалами в рабочих посёлках Тонкино и Шаранга (17 специальностей), филиалы Перевозского строительного колледжа («Юриспруденция»), Нижегородской государственной сельскохозяйственной академии (4 факультета, в том числе агрономический и экономический) и Московского открытого университета («Юриспруденция», «Промышленное и гражданское строительство»).
Старейшая школа Шахунского района — Хмелевицкая средняя. Это — чудесная школа! Жизнь в ней «кипит от творческих идей» (как поётся в гимне Хмелевицкой СОШ), ученики этой школы с охотой участвуют и побеждают в различных региональных и всероссийских конкурсах.

### Культура и спорт
Сеть учреждений культуры городского округа город Шахунья представлена МБУК "Централизованная клубная система", МБУК "Централизованная библиотечная система" , двумя поселковыми домами культуры,  детской художественной школой, детской школой искусств, тремя музыкальными школами, МАУ ФОК "Атлант в г. Шахунья", ФСК "Надежда" с двумя поселковыми филиалами.

### Городские СМИ
АУ "Редакция газеты "Знамя труда"-газета "Знамя труда"
МУП "РТП "Земляки" - региональная телепрограмма "Земляки"
Официальный сайт Администрации городского округа город Шахунья - https://shahadm.ru/
Страницы в социальных сетях -  https://www.facebook.com/groups/1843619722555758/ , https://vk.com/public145724301
Рекламное агентство «Рекламный мир» газета «Пятница! Неделя в городе»
Рекламное агентство «Новый стиль» газета SMS- вестник

### Археологические памятники
По реке Малой Какше, вдоль края первой надпойменной террасы левого берега, в 250 метрах к западу от ныне заброшенной деревни Семёново (или Вороваткино) на мысе дюнной гряды находится Веселовский могильник — памятник археологии IX—XI веков. Гряда тянется с севера на юг, на севере проходя крутой берег реки, и образует в этом месте петлю.

## Символика
Герб и флаг муниципального образования городской округ город Шахунья утверждены 28 июня 2013 года решениями Совета депутатов городского округа город Шахунья № 19−3 и № 19−4.
20 ноября 2013 года, на заседании Геральдического совета при Президенте Российской Федерации, герб и флаг городского округа внесены в Государственный геральдический регистр Российской Федерации с присвоением регистрационных номеров 8644 и 8645.

### Авторская группа символики[значимость факта?]
Идея: Константин Фёдорович Мочёнов, Валерий Иванович Кочкуров, Олег Сергеевич Козырев, Татьяна Валерьевна Жолик.
Художник и компьютерный дизайн: Оксана Григорьевна Афанасьева.
Обоснование символики: Вячеслав Васильевич Мишин.

### Герб
«В серебряном поле фигура, образованная правой половиной колеса и выходящим влево концом крыла, сопровождённая слева возникающей елью, все фигуры зелёные».

### Флаг
«Прямоугольное двухстороннее полотнище белого цвета, в середине которого изображена зелёная фигура из полуколеса слева и крыла справа, а к свободному краю примыкает левая половина ели».

### Обоснование символики
Основным мотивом герба и флага городского округа является крылатое колесо — символ постоянно развивающегося, устремлённого в будущее Шахунского железнодорожного узла. Символика летящего колеса складывается из символики самого колеса и символики крыла. Символика колеса многозначна:
- символ вечного движения, движения вперёд;
- символ солнца, солнечной энергии, при этом ступицы колеса — солнечные лучи;
- символ счастья и будущего (колесо Фортуны);
- символ земных дел, которые находятся в постоянном движении.

Крылья являются символом духовности, означают восхождение к высшим знаниям, символом преодоления земного, суетного, человеческого. Крыло с тремя перьями — несёт символ района, объединившего земли трёх волостей.
Ель символизирует богатую природу района, а также лесозаготовительные и деревообрабатывающие предприятия района, таких как Шахунский лесхоз, ООО «Фанерный комбинат» и др.
Белый цвет (серебро) — символ чистоты, совершенства, мира и взаимопонимания.
Зелёный цвет символизирует весну, здоровье, природу, молодость и надежду.

## Лечебные учреждения
Лечебно-профилактическая сеть района включает в себя: 5 больниц с числом коек на 525 мест, 20 фельдшерских и 5 фельдшерско-акушерских пунктов, поликлинику, отделение профдезинфекции, СЭС. Работают стационары с дневным пребыванием больных.
С 1999 года три лечебно-профилактических учреждения работают в системе ОМС: Шахунская ЦРБ, Сявская участковая больница и Вахтанская участковая больница.

## Религия
В Шахунском районе действует одна церковь (в городе Шахунья), а также 2 молильных дома в пгт. Сява и пгт. Вахтан Существует несколько древлеправославных общин.

## История района
Древнейшими жителями Шахунского района были марийцы.
Шахунский район образован в 1926 году из трёх волостей при слиянии Хмелевицкой, Большешироковской, Черновской. В связи с недостаточной обеспеченностью жильём и административными помещениями рабочего посёлка станции Шахунья центром района до 1930 года было село Хмелевицы. Возникновение и развитие сегодняшнего административного центра — города Шахунья — связано со строительством железнодорожной магистрали Нижний Новгород — Киров. В 1912 году прошла первая партия проектировщиков со стороны Нижнего Новгорода, трасса будущей магистрали прошла рядом с деревней Шахунья, в трёх километрах от которой согласно проекту должна быть станция. Небольшая деревушка Шахунья получила своё название от речки Шахунки, впадающей в речку Шара в самом её верховье.
Месторасположение станции Шахунья было предопределено между двумя небольшими речками: Чёрной и Самарихой. Железная дорога перпендикулярно пересекла обе речки. Местность была равнинной, низкой, в некоторых местах заболоченной.
Строительство железной дороги началось в 1913 году одновременно со стороны Нижнего Новгорода и Котельнича. С началом первой мировой войны строительство железной дороги остановилось, возобновившись только после Октябрьской революции в 1918 году. Стройку железной дороги объявили ударной, и наиболее успешно она шла со стороны Нижнего Новгорода. В 1927 году был выстроен вокзал, который был перестроен в 1998 году. Началось строительство типовых одноэтажных домов для железнодорожников. Росту посёлка при станции способствовала созданная в 1924 году коммуна «Луч Свободы».
В 1926 году население посёлка при станции Шахунья составляло всего около 300 человек. Большое значение в развитии посёлка сыграло строительство паровозного депо, которое продолжалось около четырёх лет и в 1927 году было закончено. Это было первое крупное предприятие Шахуньи, куда потребовалось много рабочих рук. Далее создавались железнодорожные предприятия: дистанция пути, дистанция связи, прорабский участок по строительству и ремонту железнодорожных сооружений, склад топлива, материальный склад, кондукторский резерв, стрелковая военизированная охрана. Дистанция пути строит механические мастерские, создаётся железнодорожная строительная организация — стройучасток № 7. Шахунья превращается в крупный железнодорожный узел на Горьковской железной дороге.
С 1938 по 1943 год население Шахуньи увеличилось на пять тысяч человек и к началу 1943 года достигло 18500. человек. 27 октября 1943 года решением Горьковского облисполкома рабочий посёлок Шахунья был преобразован в город.
Молодой город в послевоенные пятилетки в короткий срок превратился в крупный промышленный, торговый и культурный центр севера области. На сегодняшний день и на протяжении уже многих лет Шахунский район по уровню социально-экономического развития занимает лидирующее положение среди северных районов области.
Краеведческие исследовательские работы начались после находок экспедиции фольклорной группы Шахунского Молодёжного Клуба в начале 70-х годов; были записаны образцы: народных песен, баллад, легенд, сказаний, сказок, поверий, прибауток и скороговорок, многие из которых оказались уникальными.

## Известные уроженцы
- Комаров, Дмитрий Евлампиевич — Герой Советского Союза, гвардии лейтенант, командир танка 15-й гвардейской танковой Речицкой Краснознамённой бригады. Вместе с механиком-водителем танка Михаилом Бухтуевым совершил единственный в истории войн танковый таран бронепоезда. Родился 8 ноября 1922 года в д. Синчуваж.
- Серова, Анна Васильевна — святая Русской православной церкви.